# U-566
Unterseeboot 566 foi um submarino alemão do Tipo VIIC, pertencente a Kriegsmarine que atuou durante a Segunda Guerra Mundial.

## Comandantes
| Comandante               | Data                                          |
| ------------------------ | --------------------------------------------- |
| Kptlt. Dietrich Borchert | 17 de abril de 1941 - 24 de julho de 1942     |
| Gerhard Remus            | 25 de julho de 1942 - 24 de janeiro de 1943   |
| Kptlt. Hans Hornkohl     | 25 de janeiro de 1943 - 24 de outubro de 1943 |

## Subordinação
Durante o seu tempo de serviço, esteve subordinado às seguintes flotilhas:
| Período                                     | Flotilha                                  |
| ------------------------------------------- | ----------------------------------------- |
| 17 de abril de 1941 - 1 de agosto de 1941   | 1. Unterseebootsflottille (treinamento)   |
| 1 de agosto de 1941 - 24 de outubro de 1943 | 1. Unterseebootsflottille (serviço ativo) |

## Operações conjuntas de ataque
O U-566 participou das seguinte operações de ataque combinado durante a sua carreira:
- Rudeltaktik Pfadfinder (21 de maio de 1942 - 27 de maio de 1942)
- Rudeltaktik Blücher (14 de agosto de 1942 - 28 de agosto de 1942)
- Rudeltaktik Natter (2 de novembro de 1942 - 8 de novembro de 1942)
- Rudeltaktik Westwall (8 de novembro de 1942 - 22 de novembro de 1942)
- Rudeltaktik Neptun (18 de fevereiro de 1943 - 3 de março de 1943)
- Rudeltaktik Westmark (6 de março de 1943 - 11 de março de 1943)